# Paul-Jürgen Weber
Paul-Jürgen Weber (* 20. November 1942 in Köln; † 22. Januar 2025) war ein deutscher Fotokünstler.

## Leben
Weber arbeitete seit 1968 künstlerisch, zunächst auf dem Gebiet der Malerei und Assemblagen. Seit den 1980er Jahren widmete er sich vor allem der Fotografie. Die Fotoarbeiten konzentrierten sich bevorzugt auf Landschaften in einem weitgefassten Sinn, d. h. sowohl auf „naturreine“ wie auch auf „von Menschenhand“ geformte. Er lebte und arbeitete in Köln. 
2025 starb er im Alter von 82 Jahren. Seine Grabstätte befindet sich auf dem Kölner Melaten-Friedhof.

## Werke
- 2015 International Art Catalog „WeContemporary“, mit „Spouter LSL52“. Einzelausstellung „Zweitsichten – Einsichten“ mit 60 Fotoarbeiten, Galerie p77a, Brühl/Rheinland. Kunstmagazin „be.art“, Rubrik „Best ultimate artist“, Rezension der Kunstkritikerin Beatrice Chassepot, Los Angeles. Ausstellung „Colorida Galerie“, Lissabon, Auswahl von zehn Arbeiten aus der Serie „Volcanic Textures“.
- 2014 „Show de Bola“, Sao Paulo, Rio de Janeiro und Piracicaba mit den Arbeiten „Fern Lady“, „Mr.Blue“ und „Tribute to Lyonel F“.  Galerie Ventitre01, Rom, Katalog 2014, mit den Werken „Wahiba Sands #13“ und „Wadi al-Haylah #1“.[3]
- 2013 Arbeiten „Nova Scotia Living #12“ und „Andalusian Almond Trees #5“; in Hidden Treasure Art Magazine Yearbook 2014.
- 2012 Arbeiten „YelloPond #8“ und „WahibaSands #13“; in Almanach International Contemporary Artists, Vol. V, New York.
- 2011 Serien „Holz.1“ und „Holz.2“. Die Kunstauktion Peinture moderne et contemporaine sculptures et photographies, Fraisse & Jabot, Paris, bietet die Arbeiten „Strandläufer“ und „Pazifikzeder 2“ an.
- 2010 Eintrag im Kunstmagazin Artlas. Bildband Rheinau-Quartier, Hafenkonversion in Köln. Fotoarbeit „Wahiba Sands 11“, Nr. 3 der Top 12 Fotografien USA, Februar 2010.
- 2009 Fotoarbeit „Der ganze Kölnturm“, Siegerfoto und im KölnTurm-Kalender 2010 veröffentlicht, Projekt „Luxemburger“, Fotoedition mit 30 Fotografien, Projekt „Bahnhof Köln Süd“, 11 Fotografien mit Begleittext.
- 2008 Serie „Optische Botschaften entlang der Luxemburger Straße in Köln“, im Wettbewerb ausgezeichnete Bildserie mit 31 Fotografien. Projekt „Rheinauhafen“, Fotoedition, 26 Fotografien.
- 2007 Projekt „Granit“, Fotoedition mit 12 Fotografien. Projekt „Von der Sehnsucht der Bäume zur See“, Fotoedition, 16 Fotografien.
- 2006 Ausstellung „Baustelle Rheinauhafen Köln“, ArcLinea Köln, Passagen 2006, 4 Fotografien. Projekt „Port Vendres“, Fotoedition, 14 Fotografien. Projekt „Grands Causses“,  Fotoedition, 12 Fotografien. Projekt „Escalante Area“,  Fotoedition, 12 Fotografien.
- 2005 Ausstellung „Köln und Mailand“, ArcLinea Köln, Passagen 2005, 3 Fotografien. Projekt „RheinZeit“, Fotoedition, 13 Fotografien. Projekt „KölnZauber“,  Fotoedition, 14 Fotografien. Projekt  „Sicilia Incantevola“,  Fotoedition, 12 Fotografien. Projekt „Arte Agraria“, Fotoedition, 12 Fotografien.
- 2004 Einzelausstellung „Von Köln und kargen Küsten“, GRS Köln, 50 Fotografien. Projekt „KölnBlues“, Fotoedition, 14 Fotografien.

## Bücher
- WeContemporary - I volti dell'Arte contemporanea", S. 178 u. 259 (2015), ISBN 978-88-89876-64-0
- Art Unlimited – 101 Contemporary Artists, S. 146–147 (2014), ISBN 978-91-89685-28-4.
- International Contemporary Artists Vol.8, S. 396 (2014), ISBN 978-618-80007-4-2.
- Hidden Treasure Art Magazine Yearbook 2014, S. 240 (2014), ISBN 978-0-9928106-0-3.
- International Contemporary Artists Vol.5, S. 321 (2012), ISBN 978-618-80007-1-1.